# 长苞菖蒲
长苞菖蒲（学名：Acorus rumphianus）是菖蒲科菖蒲属的植物。分布在越南、印度尼西亚爪哇、泰国以及中国大陆的云南省等地，生长于海拔1,100米至1,300米的地区，一般生于溪边阴湿地，目前尚未由人工引种栽培。